# Берлінський міжнародний кінофестиваль 2012

Офіційний плакат Берлінського кінофестивалю 2012

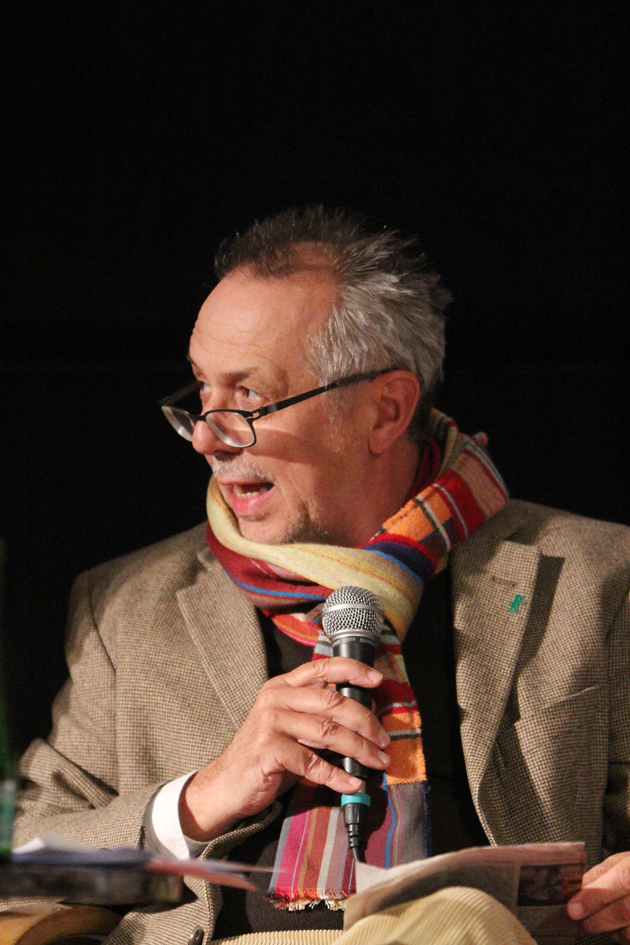
Директор фестивалю Дітер Косслік

62-й Берлінський міжнародний кінофестиваль — кінофестиваль, який проходив 9-19 лютого 2012 року в столиці Німеччини.
Головою журі основного конкурсу був британський кінорежисер Майк Лі.

## Фільми-учасники

### Офіційна конкурсна програма
За «Золотого» та «Срібного» ведмедів боролися такі фільми:
| Назва українською         | Оригінальна назва     | Режисер                  | Країна             |
| Автомобіль Джейн Менсфілд | Jayne Mansfield's Car | Біллі Боб Торнтон        | США                |
| Барбара                   | Barbara               | Крістіан Петцольд        | Німеччина          |
| Відьма війни              | Rebelle               | Кім Нгуйен               | Канада             |
| Дитячі ігри               | Dictado               | Антоніо Чаварріас        | Іспанія            |
| Додому на вихідні         | Was bleibt            | Ганс-Крістіан Шмід       | Німеччина          |
| Долина білого оленя       | Bai lu yuan           | Вань Кваньян             | КНР                |
| Королівський роман        | En kongelig affære    | Ніколай Арсель           | Данія              |
| Листівки з зоопарку       | Kebun binatang        | Едвін                    | Індонезія          |
| Метеора                   | Meteora               | Спірос Стафулопулос      | Греція             |
| Милість                   | Gnade                 | Меттіас Ґлеснер          | Німеччина          |
| Пастка                    | Captured              | Брільянте Мендоса        | Франція, Філіппіни |
| Повернення додому         | À moi seule           | Фредерік Відо            | Франція            |
| Просто вітер              | Csak a szél           | Бенедек Фліґауф          | Угорщина           |
| Прощавай, моя королева    | Les adieux à la reine | Бенуа Жако               | Франція            |
| Сестра                    | L'enfant d'en haut    | Урсула Маєр              | Швейцарія          |
| Сьогодні                  | Aujourd'hui           | Елейн Ґоміс              | Франція, Сенегал   |
| Табу                      | Tabu                  | Міґель Ґомеш             | Португалія         |
| Цезар повинен померти     | Cesare deve morire    | Паоло і Вітторіо Тавіані | Італія             |

### Позаконкурсна програма
| Назва українською                      | Оригінальна назва                   | Режисер                       | Країна          |
| Бідна багата дівчинка                  | Young Adult                         | Джейсон Райтман               | США             |
| Квіти війни                            | 金陵十三钗                          | Чжан Імоу                     | КНР             |
| Літаючі мечі воріт дракона             | 龍門飛甲                            | Цуй Харк                      | Гонконг, КНР    |
| Любий друг                             | Bel Ami                             | Деклан Доннеллан, Нік Ормерод | США             |
| Надзвичайно гучно і неймовірно близько | Extremely Loud and Incredibly Close | Стівен Долдрі                 | США             |
| Тіньова танцівниця                     | Shadow Dancer                       | Джеймс Марш                   | Велика Британія |

## Переможці
Неповний список переможців має такий вигляд:
- «Золотий ведмідь» за найкращий фільм — «Цезар має померти»
- «Золотий ведмідь» за найкращий короткометражний фільм — «Рафа» (реж. Жоао Салавіза)
- «Почесний Золотий ведмідь» — Меріл Стріп

Срібні ведмеді:
- Гран-прі журі: «Просто вітер»
- Найкращий режисер — Крістіан Петцольд (фільм «Барбара»)
- Найкраща акторка — Рейчел Мванза (фільм «Відьма війни»)
- Найкращий актор — Міккел Бое Фольсґаард (фільм «Королівський роман»)
- Найкраще визначне художнє досягнення — Лутц Райтемаєр (фільм «Долина білого оленя»)
- Найкращий сценарій — Ніколай Арсель і Расмус Гейстерберґ (фільм «Королівська афера»)
- Приз Альфреда Бауера за новаторство — «Табу»
- Спеціальна нагорода — «Сестра»

- Приз ФІПРЕССІ — «Табу»
- Приз екуменічного журі — «Цезар повинен померти»
  - Приз екуменічного журі (Особлива згадка) — «Відьма війни»
- Приз Label Europa Cinemas — «Мій брат Диявол»
- Приз «Діалог у перспективі» — «Це не Каліфорнія»
- Приз програми з обміну діячів мистецтва за найкращий короткометражний фільм — «Людина, котра пішла»
- Приз гільдії німецького артхаусу — «Повернення додому»
- Приз за найкращий короткометражний фільм про Берлін — «Бетмен на контрольно-пропускному пункті»
- Приз за найкращий короткометражний фільм про Берлін (Особлива згадка) — «Білий омар»
- Приз газети «Ранкова пошта Берліна»[de]  — «Барбара»
- Приз газети «Siegessäule» — «Парад»